# Julius Popp (Politiker)

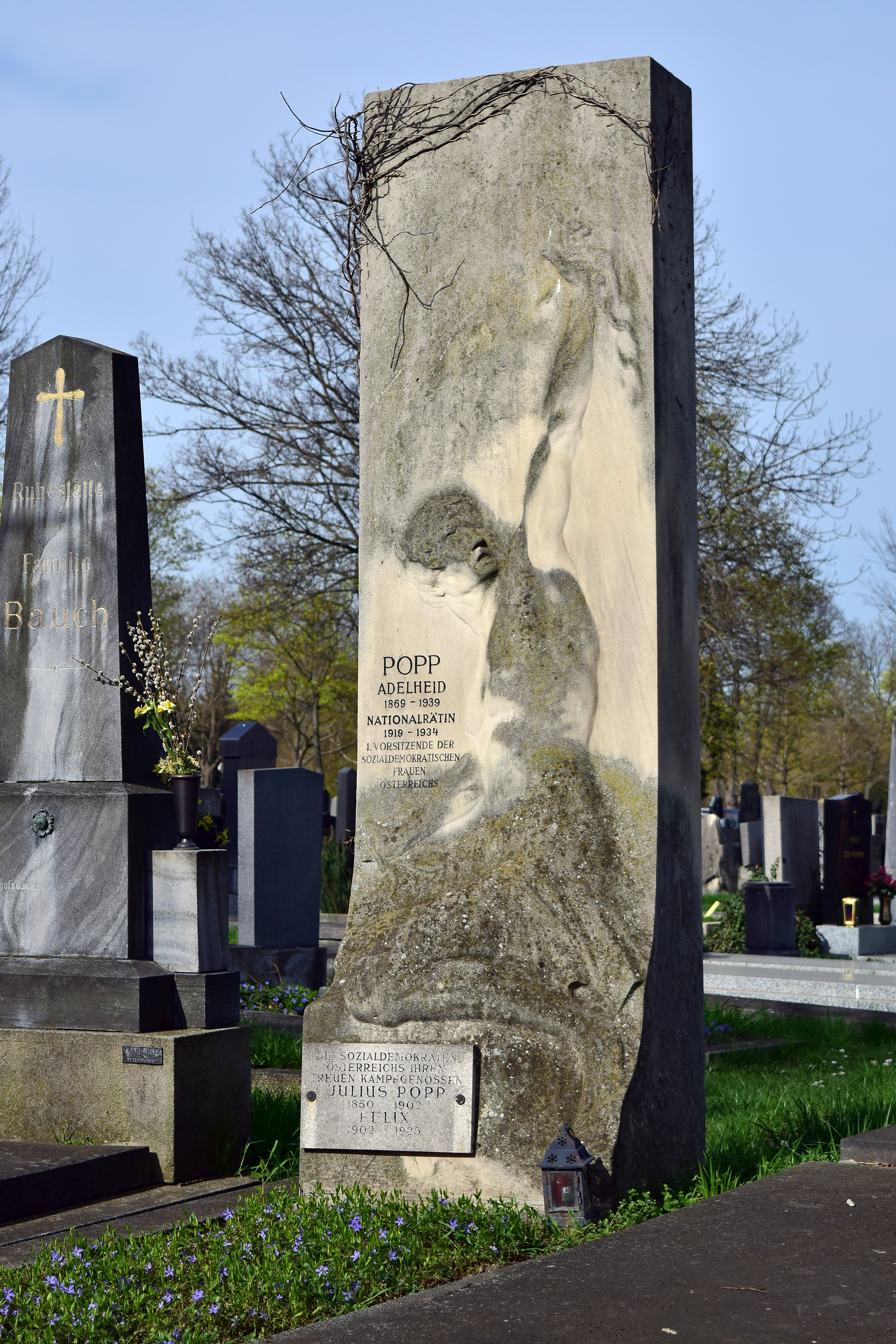
Grab von Adelheid und Julius Popp am Wiener Zentralfriedhof

Julius Popp (* 5. April 1849 in Bölten, Mähren; † 8. Dezember 1902 in Wien) war ein österreichischer Politiker der SDAP.

## Leben
Nach einer Schuhmacherlehre engagierte sich Popp ab 1874 in der Gewerkschaftsorganisation der Schuhmacher und wurde 1889 Obmann der Genossenschaftskrankenkassen Wiens. Von 1886 bis 1902 war er Mitglied des Parteivorstandes der SDAP. Popp, enger Mitarbeiter und Freund des Parteiführers Victor Adler, war Vorsitzender des Einigungsparteitages der SDAP, der das Hainfelder Programm beschloss (30. Dezember 1888/1. Januar 1889) und wurde Administrator der Arbeiter-Zeitung und Parteikassier. Popp vertrat die SDAP auch bei der Sozialistischen Internationale. Er war seit 1893 verheiratet mit der führenden Frauenfunktionärin Adelheid Popp (geborene Dworak). 
Nach ihm benannt ist der Julius-Popp-Hof in Wien-Margareten.